# OpenOffice.org
OpenOffice.org，一般称呼为OpenOffice，简写作OOo，是一个开源的办公套件软件。起源於昇陽電腦1999年從StarDivision收購的StarOffice。
OpenOffice包含了文字处理器（Writer）、電子試算表（Calc）、演示程序（Impress）、绘图软件（Draw）、数学公式编辑器（Math）以及關聯式資料庫管理系統（Base）。它文件格式默认为开放文档格式（ODF）。该格式从OpenOffice.org发起，后来成为ISO/IEC标准格式。它也可读取许多不同的文件格式，尤其是Microsoft Office生成的那些。
升阳电脑在2000年7月将StarOffice开源，发布OpenOffice.org，以此与Microsoft Office竞争。2002年5月1日，软件版本1.0公布。
2011年，昇陽電腦的所有者甲骨文公司宣布，他们将不再为OpenOffice的商业版提供支持，旋即将该项目捐赠给了Apache软件基金会。Apache将软件重新命名为Apache OpenOffice。
OpenOffice.org主要为Linux、Microsoft Windows和Solaris操作系统设计，后来又加入了OS X版，并可移植到其他操作系统上。软件在GNU宽通用公共许可证第3版（LGPL）下授权。早期的版本也有过昇陽工業標準源碼許可證（SISSL）的授权方式。

## 歷史
OpenOffice.org的前身是德國公司StarDivision由1985年開始研發的辦公軟體StarOffice。1999年8月，已經相當成熟的StarOffice 5.2被昇陽電腦（Sun Microsystems）買下。2000年7月19日，套件的源碼通過兩種授權協議，GNU宽通用公共许可证（LGPL）與昇陽工業標準源碼許可證（Sun Industry Standards Source License, SISSL），公開釋出。新計畫的名字叫做OpenOffice.org，其網站並在2000年10月13日開始運作。
2003年年初，OpenOffice.org 2.0版的研發工作開始，目標有：與Microsoft Office檔案有更好的相容性；更好的效能，包括提高速度和降低記憶體使用量；更好的腳本語言處理能力；與作業系統有更好的整合性，尤其是跟GNOME；更易查找和使用的資料庫前端，全新的SQL資料庫；以及易用性的提高。第一個測試版在2005年3月4日發布，最終在2005年10月20日推出了OpenOffice.org 2.0正式版，並設有多個語言的翻译。OpenOffice 2.3.0版本之後，Pentaho的商用報表產生的功能直接整合在OpenOffice當中，用戶可以直接從各種不同的資料庫當中擷取資料進行分析，然後產生出開放文件格式（ODF）的商用報表。
另外，OpenOffice.org 2.0 Beta 2之後的版本已正式改為單一使用LGPL授權，從此修改的源碼必須根據LGPL的條文予以公開。
2010年1月，Oracle宣佈併購Sun之後，OpenOffice.org面臨根本上的動搖。2010年9月28日，有一些原本參與OpenOffice.org專案的成員成立一個叫做The Document Foundation（簡稱TDF，下同）的新團隊，建立基於OpenOffice.org 3.3的分支版本－LibreOffice 3.3。而在2010年10月14日，Oracle要求同時具有TDF成員身份的OpenOffice.org開發者離職，理由是TDF和Oracle有利益衝突。
2011年4月15日，Oracle證實將“把OpenOffice.org完全社群化”成為一個完全由社群維護、管理的軟體，並且停售包含技術支援的商業版本，此舉視同Oracle放棄了OpenOffice.org的發展。
2011年6月，Oracle宣布将OpenOffice.org捐赠给Apache軟體基金会。隨後Apache軟體基金会於2012年5月8日以新的名稱Apache OpenOffice發佈了第一個版本3.4版，並改用Apache许可证授權。

## 名稱
該軟體通常稱為「OpenOffice」或簡稱「OOo」，但因為比荷卢经济联盟已經注冊了「Open Office Automatisering」的商標，因此正規的叫法是「OpenOffice.org」。
由於類似的問題（一家巴西里約熱内盧的公司擁有這個商標），該軟體的巴西葡萄牙語版本從2004年起以BrOffice.org的名義發行，同時BrOffice.Org成為當地一家相關非牟利組織的名稱。（BrOffice.org2010年轉移到LibreOffice。）

## 概覽
根據其使命陳述，OpenOffice.org計畫致力於「創造一個以社群為基礎、領先的國際性的辦公套件，可以運行在所有主要平台，並藉基於API與XML文件格式的開放組件，提供對所有功能及數據的接入性。」
這項計畫的另一目的是跟Microsoft Office競爭，並適當的模仿其外觀及手感。它也可以讀寫Microsoft Office及其他程序的文件格式——對許多用戶來說，能讀寫Microsoft Office文檔是一項必要的功能。但Microsoft Office辦公軟體並沒有開放之程式碼，無法完全知道其格式運作方式，讓OpenOffice.org無法完全相容。
OpenOffice.org集合了密切協同工作的不同程序，來提供一個現代辦公套件需要的功能。其中很多在設計上仿照Microsoft Office，但兩者多數格式（如數學公式）並不兼容。組件主要包括：
| 組件 | 組件                 | 説明 |
| ---- | -------------------- | --- |
|      | Writer（文書處理器） | 一個看起來以及用起來都很像Microsoft Word的文字處理器，以提供與其大致相同的功能與工具。它不需額外軟件就匯出PDF文件，也可作為HTML編輯器創建網頁。在3.0版本中新增文件多頁顯示功能，讓同一畫面內顯示多頁文件。还可以导出成MediaWiki格式（目前支持大部分MediaWiki语法）。                |
|      | Calc（試算表）       | 一個電子表格。公式和操作方式跟Microsoft Excel大致相同，儘管Calc也提供Excel中沒有的一些功能，Calc也同樣可以將試算表匯出PDF文件。 |
|      | Impress（簡報）      | 一個跟Microsoft PowerPoint近似的演示稿程序。除了準備簡報的通常功能，也可以將簡報轉變成Macromedia Flash（SWF）文件。不過，Impress運行較慢，動畫也不太流暢，儘管添加了很多類似iWork的效果。                                                                                           |
|      | Draw（繪圖）         | 一個跟CorelDRAW功能類似的繪圖程序。它有靈活的connectors連結各種形狀，以便製作流程圖。此外，在3.0版本中支持修改PDF功能。 |
|      | Base（資料庫）       | 一個跟Microsoft Access類似的數據庫程序。Base允許創建並操作資料庫，並建造方便用戶讀取數據的表單及報告。和Access一樣，Base也是一種能夠和許多種不同的資料庫系統連結的介面程式，例如Access資料庫（JET），支援ODBC的資料庫來源以及MySQL／PostgreSQL。Base是在2.0版之後才包含進來的組件。 |
|      | Math（數學方程）     | 一個能夠產生及編輯複雜數學公式的工具，除了可以利用它的圖形介面作輸入以外，亦支援TeX的數式輸入。它所產生的函式可以插入其他的OpenOffice.org文件，例如Writer所產生的文件，並可以支援與微軟的方程式編輯器的轉換。它支援多種字型而且可以匯出成為一個PDF文件。                            |

### 發佈紀錄
| 版本                 | 重要改進 | 發佈日期                                       | 附註 |
| -------------------- | --- | ---------------------------------------------- | --- |
| Build 638c           | | 2001年8月23日                                  | 首次里程碑的釋放                                                                                            |
| OpenOffice.org 1.0.X | | 2002年7月17日（1.0.1）－2003年4月10日（1.0.3） | |
| OpenOffice.org 1.1.X | | 2003年10月1日（1.1.0）－2005年9月9日（1.1.5）  | |
| 1.9+                 | | 2005年3月4日                                   | 2.0Beta版本                                                                                                 |
| 2.0                  | - 提供新功能和高階XML處理能力 - 內建OASIS的標準OpenDocument格式支持 | 2005年10月21日                                 | 里程碑 |
| 2.0.1                | - 隱藏某些程式的設定，使得網路管理更方便 - 新的快捷鍵利用記錄的游標位置 - 改善項目符號和編號的功能 - 新的郵件合併功能 | 2005年12月21日                                 | 重點在於修正2.0版的錯誤（尤其是本地化）                                                                     |
| 2.0.2                | - 改善中文粗斜字體顯示的支援 | 2006年3月8日                                   | |
| 2.0.3                | - 改善與Microsoft Office的相容 - 改善PDF處理功能 - 更多的語言以及辭典 | 2006年6月29日                                  | 修補三個安全漏洞                                                                                            |
| 2.0.4                | - 改善PDF處理功能 - 直接輸出至LaTeX檔案格式 - 更強大的延伸套件管理系統 | 2006年10月13日                                 | |
| 2.1.0                | - 為Impress增加了多重顯示器支持 - 改善Calc的HTML輸出 - 改善Base的Access支持 - 版本更新自動提示功能 | 2006年12月12日                                 | |
| 2.2.0                | - 改善PDF處理功能 - Base改善了SQL的編輯功能 - Calc改善對Excel的檔案兼容性 - 針對Windows Vista作了修飾配合 | 2007年3月29日                                  | 修正兩個安全漏洞                                                                                            |
| 2.2.1                | | 2007年6月12日                                  | 修正錯誤及安全漏洞                                                                                          |
| 2.3.0                | - 可在文件中切換預覽／編輯模式 - 改進圖表功能 - 改善更新提示功能 - 改善頁面顯示功能 | 2007年9月17日（英文、德文、意大利文）          | 修正安全漏洞                                                                                                |
| 2.3.1                | | 2007年12月4日                                  | 修正2.3.0版錯誤                                                                                             |
| 2.4.0                | - 可安裝各國語言包 | 2008年3月27日                                  | 共有28國語言包                                                                                              |
| 2.4.1                | | 2008年6月10日                                  | 修正2.4.0版錯誤及安全漏洞                                                                                   |
| 2.4.2                | | 2008年10月28日                                 | 修正2.4.1版錯誤及安全漏洞                                                                                   |
| 2.4.3                | | 2009年9月4日                                   | 修正錯誤 |
| 3.0.0                | - 支持Microsoft Office2007的XML（.docx/.pptx/.xlsx等）格式，但不支持保存格式文件 - 原生支持Mac OS X Aqua - 數學組件增加LaTeX支持 - 可直接編輯PDF文檔                                                                                       | 2008年10月13日                                 | OpenOffice.org 3.0發佈周下載超過300萬，創最佳記錄（80%是Windows使用者，因Linux使用者已經通過自動升級為3.0） |
| 3.0.1                | | 2009年1月27日                                  | 修正錯誤 |
| 3.1                  | - 詳情可參考 | 2009年5月7日                                   | 增加優化屏幕顯示，上劃綫以及容易的拖曳圖形等功能                                                            |
| 3.1.1                | | 2009年8月31日                                  | 安全更新 |
| 3.2                  | | 2010年2月11日                                  | |
| 3.2.1                | | 2010年6月4日                                   | 更換開始中心為甲骨文風格和開放文件格式圖示                                                                  |
| 3.3                  | - 新的列印使用者介面 - 增強的PDF匯出功能 - 新的搜尋工具列 - Writer中同義詞辭典對話方塊及連字符對話方塊的重新設計 - Calc列數由原有的65536列增至1048576列，工作表索引標籤可設定顏色，圖表中可插入繪圖物件 - 詳情可參考（页面存档备份，存于） | 2011年1月26日                                  | |
| 3.4 Beta 1           | 甲骨文釋出的最後一個版本。 | 2011年4月12日                                  | |

## 支援的作業系統
最後支援版本:
- FreeBSD：v3.4.1
- Linux：v4.1.3
- Solaris：v3.3
- Mac OS X v10.2：v1.1.2
- Mac OS X 10.3：v2.1
- Mac OS X 10.4–10.5（PowerPC）：v2.4.1
- Mac OS X 10.4–10.8（Intel）：v4.1.3
- Windows 95：v1.0.3.1
- Windows 98–ME：v2.4.3
- Windows 2000：v3.3
- Windows XP–8：v4.1.3
- OS/2 and eComStation：v2.4.0

## 安全性
2007年，電腦安全網站Secunia，公佈當時所有版本的OpenOffice.org，並沒有未修復的安全漏洞。

## 特性
OpenOffice.org的API基于被称为通用网络对象（Universal Network Objects，缩写为UNO）的组件技术。其包括各种类似于CORBA接口描述语言（interface description language）的接口定义。
OpenOffice.org使用的文件檔案格式（document file format）基于XML，以及几个输出、导入过滤器。OpenOffice.org读取的所有外部格式，都通过内部的XML表示法进行来回转换。将XML保存到磁盘时，由于使用了压缩，文件体积一般要比同等的Microsoft Office文档要小。从1.0版起，存储文档的本地的文件格式开始基于OASIS OpenDocument的文件格式标准，2.0版时，已经成为默认的文件格式。
在OpenOffice.org网站的开发员专区，该套件的开发版每数周就有新版释出。这些版本主要用于测试新功能，或者满足特殊用户的好奇心，可以提前看到未来的变化，但这不适合产品应用。
在Sun的资助下，OpenOffice.org的开发有社区委员会（Community Council）主管。由于2010年10月甲骨文提出参加TDF的成员不得加入社区委员会，致使社区委员会成员只有甲骨文员工组成。

### 本地桌面整合
OpenOffice.org 1.0被批评没有和其运行平台的原生桌面环境融合的用户界面，2.0起开始使用KDE、GNOME和Windows上原生的部件工具箱以及字体呈现的库。

### Mac OS X
OpenOffice.org 1.0版本要求使用X11.app或XDarwin3.0在Mac OS X上运行，NeoOffice在移植过程中已经实现了原生环境的支持。3.0起正式在OS X上使用Aqua介面。

### Java整合的爭論
OpenOffice.org第一版中使用了Java語言來編寫很多輔助功能，但OpenOffice.org第二版中已儘可能使用主要程序來完成這些功能。下列為在現有版本的OpenOffice.org裡建基於Java運行環境的範疇：
- 部份Base的應用 - Base為OpenOffice.org裡的資料庫程序
- 多媒體播放器
- 電子郵件整合（需要Java Mail）
- Writer裡的全部文檔精靈
- 輔助工具
- 報告自動引示
- JDBC驅動支持
- XSLT過濾
- BeanShell這個NetBeans的命令稿語言以及Java UNO bridge
- 輸出至Palm OS上的Aportis.doc（.pdb）檔案格式及Pocket PC上的Pocket Word（.psw）檔案格式的過濾器。

但是使用Java作為輔助工具在開源社區引極大的爭論，因為Java本身是閉源的，這與OpenOffice.org的開源精神相違背。但事實是因為昇陽公司作為OpenOffice.org計劃的主導者和Java的開發者，其加入Java於OpenOffice.org裡也是無可厚非的。
就這個問題，GNU計劃的創始人理查德·马修·斯托曼在2005年5月提出要對OpenOffice.org作出修改，使用開放源碼的GCJ及GNU Classpath取代Java。詳情可參看自由軟體基金會上的宣告（页面存档备份，存于）及OpenOffice.org網站上的簡介（页面存档备份，存于）。
紅帽公司主導的Fedora Core 4（2005年6月13日發行）支持這個行動，紅帽公司在這個版本的Fedora Core Linux內加入了OpenOffice.org第二版的測試版，並整合了GCJ及GNU Classpath。這個舉動證明了Java在OpenOffice.org這個開源計劃裡並不是必須的，而OpenOffice.org的開發者亦在開發者守則裡加入了未來的OpenOffice.org的版本應要兼容開放源碼的Java版本的指引。
2006年11月13日，昇陽公司承諾將會在近期內以GNU GPL釋出Java；在2006年11月到2007年5月之間，昇陽公司以GNU GPL釋出了大部份的Java技術，從而使得昇陽公司的Java近乎成為一項自由軟體。

### 其他项目
有关OpenOffice.org主线的其他项目，贡献起来门槛就低一些。包括文档、国际化与本地化，以及API。
还有一个脚本项目，用于收集、分类以及发布有用的宏。
OpenGroupware.org是一个程序扩展集，可用于分享OpenOffice.org文档、日历、地址簿、电子邮件、即时通讯，以及白板，并可对其他群件应用程序进行存取。
在OOExtras上，还可以新建并共享各类文档模版等。
通过CPAN，还可获取一些Perl扩展，比如OpenOffice::OODoc（页面存档备份，存于），外部程序可通过其处理OpenOffice.org文档。这些库没有使用OpenOffice.org的API，通过Perl的标准压缩／解压缩、XML存取、UTF-8编码模块，直接对OpenOffice文件进行读写。

## 中文社群的改良
为加强OpenOffice.org对中文文档编辑的支持，中文社区一直在对其作出改良。
台灣開發人員“螢火飛”為OpenOffice.org推出中文加強版，解決了中文粗斜體字型顯示、中文字型名稱再現、最適化介面文字大小等多項改良。晟鑫科技研究開發出“公文通”。中山科學研究院开发OpenOffice.org公文系统，內建了日常公務文書往來的樣式，為中華民國政府的公文電子化計劃所推廣。
昇陽電腦與紅旗中文2000共同協同开发RedOffice，为基于SISSL协议的OpenOffice商业化版本。

## 市场占有率
截至2008年10月7日前，OpenOffice.org佔世界25%佔有率。特別是在巴西，它的用戶超過1200萬。在2008年10月13日至20日，OpenOffice.org 3.0發布周下載超過300萬，創最佳記錄。
2005年10月4日，昇陽公司与Google宣布成为战略合作伙伴。作为协议的一部分，昇陽公司会在OpenOffice.org中增加一个Google搜索条，昇陽公司与Google会共同参与市场活动，以及共同研发，而Google会协助发放OpenOffice.org。
在法国，OpenOffice.org已经吸引了地方以及国家的政府管理者，他们希望将软件采购合理化的同时，可以稳定地用标准文件格式进行资料处理。OpenOffice.org已经成为法国宪兵司令部的官方办公软件。
新加坡航空公司採用Sun StarOffice提供乘客機上服務。
財政部財政資訊中心帶領臺灣5地區的國稅局導入OpenOffice辦公軟體，目前共計8千多名員工使用，財政資訊中心估算，共省下了約1億3千萬元的軟體購置費用。2013-01-15 。

## 國際OpenOffice.org年會
國際OpenOffice.org年會，自2002年以來，每年舉辦一次，其社群採用票選方式來決定每一年的舉辦地點。年會主要討論OpenOffice的相關技術。第6屆OpenOffice.org年會於2008年11月5～7日在北京釣魚台國賓館與北京大學舉辦。

## 派生版本
OpenOffice.org自問世以來產生了多個派生版本，其中主要有:
Apache OpenOffice
2011年6月Oracle將OpenOffice.org源碼及商標捐贈給Apache軟體基金會。Apache專案的開發人員池經提議由IBM員工、Linux發行版企業及公共機構選取。IBM 員工繼續進行主要的開發，包括雇傭前StarDivision開發者。Apache專案從OpenOffice.org 3.4 beta 1中移除或替換了大量不與Apache許可協議相容的源碼，包括字型。並於2012年5月釋出3.4.0。
IBM Lotus Symphony的源碼於2012年捐贈給Apache軟體基金會，併入Apache OpenOffice 4.0，而Symphony被終止以支援Apache OpenOffice。
該專案自視為OpenOffice.org不間斷的續作，其他人視其為複刻，或者至少是一個分立的專案。
LibreOffice
2009年4月20日，Oracle併購了Sun Microsystems之後，原本在Sun Microsystems底下的開源專案OpenOffice.org面臨根本上的動搖。2010年9月28日，有一些原本參與OpenOffice.org專案的成員成立了名为文档基金会（The Document Foundation）的新團隊，基於OpenOffice.org即將到來的3.3版开发了另一个分支——LibreOffice。自此，LibreOffice便從OpenOffice.org分割而成立，並承襲原本的OpenOffice.org社群繼續進行分支版本的開發及維護。
在Apache基金会接管OpenOffice，并发布Apache OpenOffice 3.4之后，文档基金会表示LibreOffice将继续保持独立，不会再与OpenOffice合并。多数GNU/Linux发行版都将默认的Office套件改为了LibreOffice。Oracle Linux 6也推荐LibreOffice而非Apache OpenOffice或OpenOffice.org。
NeoOffice
NeoOffice早期是为解决OpenOffice.org与OS X系统桌面环境的整合问题而发展起来的。NeoOffice易于安装，跟OS X GUI标准（比如，使用本地的下拉菜单）有机结合，可存取OS X的字体、打印子系统。但此项目由一个很小的团队维护，而且依赖于OSX X11版的完成，所以该版本发布也迟于官方OpenOffice.org的释出。
Go-oo
2002年Ximian公司发起ooo-build作为软件的补丁集，由于Sun对非Sun员工的贡献回应缓慢，即使是来自公司的合作伙伴的，另一方面是希望能在Linux上的编译过程变得更容易。2007年10月2日，Novell公司宣布ooo-build通过Go-oo的软件包发布。而许多自由软件支持者担心这会成为Novell公司集成微软技术的努力，包括Office Open XML（这可能会受到专利的冲击）。然而多数Linux发行版所使用的OpenOffice.org软件包却是ooo-build，不久就转为Go-oo。LibreOffice分支发展起来以后Go-oo宣布停止开发以支持。
IBM Lotus Symphony
IBM Workplace 2.6（2006年1月23日）集成了OpenOffice.org 1.1.4的代码，这是使用SISSL的授权的最后一版。这一代码分离出来成为Lotus Symphony（2008年5月30日）。Symphony 3.0（2010年10月21日）基于OpenOffice.org 3.0重新开发，有着Sun单独授权的代码。IBM的更改于2012年捐赠给Apache软件基金会，Symphony停止开发以支持Apache OpenOffice，代码并入AOO 4.0。
StarOffice
昇陽公司資助OpenOffice.org的開發，是為了將其作為商業的StarOffice應用軟體的基礎。StarOffice從6.0開始，就基於OpenOffice.org的源碼，另加了一些專屬商用功能，包括：
- 添加了多種字體（特別是亞洲語言的字體）
- Adabas D資料庫
- 增加了樣版檔模板
- 美工圖案
- 針對亞洲版本的排序功能
- 增加了文件過濾器

甲骨文併購昇陽公司之後不久將其更名為Oracle Open Office，2011年4月停止開發。

### 书籍
OpenOffice.org 2
- Tobias Berndt: OpenOffice.org 2.0. O'Reilly, Beijing [u.a.] 2005. Mit CD-ROM. ISBN  3-89721-381-8
- Günter Born: OpenOffice.org 2/StarOffice 8 – Für Linux und Windows. Millin Verlag, Lohmar 2006. Mit CD-ROM. ISBN 3-938626-04-6
- Günter Born: OpenOffice.org 2 – Easy. Markt+Technik Verlag, München 2006. ISBN 3-8272-4083-2
- Michael Kolberg: OpenOffice.org 2.0. Markt und Technik, München 2005. Mit CD-ROM. ISBN 3-8272-6976-8
- Ramin Assisi: OpenOffice.org 2.0. Hanser, München 2005. Mit CD-ROM. ISBN 3-446-40433-3
- Thomas Krumbein: OpenOffice.org 2.0 – Einstieg und Umstieg. Galileo Press, Bonn 2005. Mit CD-ROM. ISBN 3-89842-618-1
- René Gäbler, Rosa Riebl: OpenOffice.org 2 / StarOffice 8. Computer & Literatur, Böblingen 2006. Mit DVD. ISBN 3-936546-32-0
- Franz Böhm: Writer-Tuning, 194 clevere Tips und Tricks für OpenOffice.org 2 und StarOffice 8. Computer & Literatur, Böblingen 2006. ISBN 3-936546-40-1
- Franz Böhm: OpenOffice.org Calc, Formeln und Funktionen. Mit CD-ROM. Computer & Literatur, Böblingen 2006. ISBN 3-936546-42-8

OpenOffice.org 1.1
- Günter Born: StarOffice/OpenOffice.org – Für Linux und Windows. SuSE Press, Nürnberg 2004. Mit CD-ROM. ISBN 3-89990-124-X
- Malte Borges, Jörg Schumacher, Torsten Redeker: StarOffice 7.0 / OpenOffice.org Kompendium. Markt und Technik, München 2004. Mit 2 CD-ROMs. ISBN 3-8272-6669-6

## 外部連結
- .   [2017年5月20日]. （原始内容存档于2021年6月10日）.
- OpenOffice.org的Facebook專頁
- OpenOffice.org的X（前Twitter）

### 教學文件
- OpenOffice.org V.S MS Office比較手冊
- NCHC OpenOffice.org相關講義
- OpenOffice.org 3.x中文手册